# ネクスト・ジェネレーション2016
ネクスト・ジェネレーション2016（英語: Next generation 2016）は、2016年10月にガーディアンが発表した1999年生まれのサッカー界の若手有望選手60人である。

## 特集選手
前年より特集人数が10人増加した。
なお、所属は当時のものである。
| 氏名                         | 生年月日       | ポジション | 所属                           |
| ---------------------------- | -------------- | ---------- | ------------------------------ |
| エセキエル・バルコ           | 1999年3月29日  | AMF/FW     | CAインデペンディエンテ         |
| マクシミリアーノ・ロメロ     | 1999年1月9日   | CF         | CAベレス・サルスフィエルド     |
| ヴァハン・ヴィチャフチャーン | 1999年7月9日   | AMF        | FCシラク                       |
| セバスティアン・パスカリ     | 1999年11月7日  | MF         | メルボルン・ビクトリーFC       |
| ファレンティノ・ミュラー     | 1999年1月19日  | MF         | SCラインドルフ・アルタッハ     |
| ミレ・スヴィラル             | 1999年8月27日  | GK         | RSCアンデルレヒト              |
| シバウド・フェルリンデン     | 1999年7月9日   | WG         | ストーク・シティFC             |
| インディ・ボーネン           | 1999年1月4日   | WG         | マンチェスター・ユナイテッドFC |
| ネディム・ハジッチ           | 1999年3月19日  | CF         | FKサラエヴォ                   |
| ルイス・フェルナンド         | 1999年7月11日  | FW         | フィゲイレンセFC               |
| ファブリシオ・オーヤ         | 1999年7月23日  | MF         | SCコリンチャンス・パウリスタ   |
| ニコラス                     | 1999年6月4日   | FW         | サントスFC                     |
| ヴラディスラフ・ジコフ       | 1999年1月19日  | MF         | ACミラン                       |
| ダビド・サラサール           | 1999年4月19日  | FW         | CDオヒギンス                   |
| 単歓歓                       | 1999年1月24日  | FW         | 北京国安                       |
| クチョ・エルナンデス         | 1999年4月22日  | FW         | デポルティーボ・ペレイラ       |
| クリスティアーン・フリーデク | 1999年2月1日   | MF         | ACスパルタ・プラハ             |
| イェンス・オドゴール         | 1999年3月31日  | FW         | リンビーBK                     |
| リース・ネルソン             | 1999年12月10日 | WG         | アーセナルFC                   |
| デュジョン・スターリング     | 1999年10月24日 | RB         | チェルシーFC                   |
| セルゲイ・エレメンコ         | 1999年1月6日   | MF         | FCバーゼル                     |
| マラング・サール             | 1999年1月23日  | CB         | OGCニース                      |
| アルバン・ラフォン           | 1999年1月23日  | GK         | トゥールーズFC                 |
| カイ・ハフェルツ             | 1999年6月11日  | MF         | バイエル・レバークーゼン       |
| アルネ・マイアー             | 1999年1月8日   | MF         | ヘルタ・ベルリン               |
| サミュエル・アッタ・メンサー | 1999年12月10日 | FW         | ワ・オール・スターズ           |
| アントニス・ステルヤキス     | 1999年3月16日  | GK         | アリス・テッサロニキ           |
| コルベイン・フィンション     | 1999年8月25日  | MF         | FCフローニンゲン               |
| モハメド・ソルタニ・メール   | 1999年2月4日   | CMF        | サイパFC                       |
| ジャンルカ・スカマッカ       | 1999年1月1日   | FW         | PSVアイントホーフェン          |
| ジャンルイジ・ドンナルンマ   | 1999年2月25日  | GK         | ACミラン                       |
| ガウス・ニルマル・ソウ       | 1999年12月18日 | FW         | ASECミモザ                     |
| 中村駿太                     | 1999年5月10日  | FW         | 柏レイソル                     |
| セク・コイタ                 | 1999年11月28日 | FW         | USCキタ                        |
| パオロ・メディナ             | 1999年5月28日  | DF         | レアル・マドリード             |
| エドウィン・ララ             | 1999年9月8日   | DF         | CFパチューカ                   |
| ラザル・カレヴィッチ         | 1999年3月16日  | GK         | OFKグルバリ                    |
| マタイス・デ・リフト         | 1999年8月12日  | CB         | アヤックス・アムステルダム     |
| タヒス・チョン               | 1999年12月4日  | WG         | マンチェスター・ユナイテッドFC |
| キングスレイ・マイケル       | 1999年8月26日  | MF         | アブジャFC                     |
| マルセリーノ・ニャマンドゥ   | 1999年7月28日  | MF         | クルブ・ルビオ・ニュ           |
| カミル・グラバラ             | 1999年1月8日   | GK         | リヴァプールFC                 |
| ゼ・ゴメス                   | 1999年4月8日   | FW         | SLベンフィカ                   |
| ドミンゴス・クイナ           | 1999年11月18日 | MF         | ウェストハム・ユナイテッドFC   |
| ディオゴ・ダロト             | 1999年3月18日  | DF         | FCポルト                       |
| ヴラド・ドラゴミル           | 1999年4月24日  | AMF        | アーセナルFC                   |
| ダニール・ウトキン           | 1999年10月12日 | MF         | FCクラスノダール               |
| デヤン・ヨヴェリッチ         | 1999年8月7日   | FW         | FKツルヴェナ・ズヴェズダ       |
| シュング・ドゥティロ         | 1999年1月28日  | FW         | ビッドヴェスト・ウィッツFC     |
| 金正緡                       | 1999年11月13日 | MF         | 光州FC                         |
| アレハンドロ・ポソ           | 1999年2月22日  | WG         | セビージャFC                   |
| マヌ・モルラネス             | 1999年1月12日  | MF         | ビジャレアルCF                 |
| ブラヒム・ディアス           | 1999年8月3日   | AMF        | マンチェスター・シティFC       |
| ヨエル・アソロ               | 1999年4月27日  | FW         | サンダーランドAFC              |
| アレクサンデル・イサク       | 1999年9月21日  | FW         | AIKソルナ                      |
| アンディ・ゼキリ             | 1999年6月22日  | CF         | ユヴェントスFC                 |
| シティチョーク・パソ         | 1999年1月28日  | FW         | チョンブリーFC                 |
| アブデュルカディル・オミュル | 1999年6月25日  | CMF        | トラブゾンスポル               |
| ニック・タイタゲ             | 1999年2月17日  | MF         | シャルケ04                     |
| ニコラス・スキアッパカッセ   | 1999年1月12日  | FW         | アトレティコ・マドリード       |

ソース: